# حدث الابتكارات المفتوحة
حدث الابتكارات المفتوحة (منتدى وبرنامج للتكنولوجيا) وهو محفل دولي سنوي يركز على التكنولوجيات ووجهات النظر الجديدة للتعاون الدولي بشأن الابتكارات.
و يركز المنتدى على توفير منصة للمناقشات والتفاعل والتبادل بين الخبراء في مجال التكنولوجيات الرائدة والعلماء وكبار المديرين من الشركات الروسية والأجنبية والشركات الناشئة وسلطات الولايات بما في ذلك كبار المسؤولين العموميين. كما أن المعرض الدولي للانجازات التكنولوجية الفائقة وهو جزء من المنتدى.
وقد عقد المنتدى في موسكو منذ عام 2012 تحت إشراف الحكومة الروسية بدعم من وزارة التنمية الاقتصادية في روسيا وحكومة مدينة موسكو ومعاهد التنمية الروسية وهي: روسنانو، شركة المشاريع الروسية، مؤسسة سكولكوفو، بنك فينشانبانك، مؤسسة تقديم المساعدة إلى المشاريع الصغيرة المبتكرة في مجال العلم والتكنولوجيا
و يهدف المنتدى إلى إرساء نفسه كمنصة عالمية رئيسية للابتكار قادرة على التنبؤ بتطور النظام الإيكولوجي الابتكاري العالمي، وتعميم البحوث والتطورات الابتكارية وإشراك كبار المسؤولين العموميين والشركات الدولية وقادة مجتمع الابتكار في حوار حول الشراكة الاستراتيجية، وخلق أدوات جديدة للتعاون الدولي في مجال الابتكار

## التاريخ

### منتدى 2012
عقد أول منتدى للابتكارات المفتوحة ومعرض الابتكارات المفتوحة (معرض شريك) في موسكو بين 31 أكتوبر و3 نوفمبر.و قد استضاف المنتدى لمدة ثلاثة أكثر من 150 حدثا شارك فيها 700 متكلم من 40 بلدا 
و قد حضر المنتدى أكثر من 5000 شخص من 42 منطقة في روسيا و 30 دولة في جميع أنحاء العالم كما تم بث الحدث على شبكة الإنترنت.
و استضاف معرض الابتكارات المفتوحة الذي تبلغ مساحته 000 22 متر مربع أكثر من 500 شركة من 16 دولة مختلفة قدمت أكثر من  1000 حل من أحدث الحلول الهندسية. وقد حضر المعرض 10 الاف شخص.
وقد ترأس فلاديسلاف سوركوف اللجنة المنظمة لمنتدى الابتكارات المفتوحة وشارك ديمتري ميدفيديف وغيره من المسؤولين في جلسات اليوم الأول للمنتدى.
و ألقى نائب رئيس الوزراء فلاديسلاف سوركوف وأركادي دفوركوفيتش كلمات ومثل الوكالات الحكومية الروسية في المنتدى. كما تحدث في المنتدى رؤساء شركات الدولة الروسية إيغور أغاميرزيان وأناتولي تشوبايس وفيكتور فيكيسلبرغ.
و من بين العديد من المشاركين السير ريتشارد برانسون، مؤسس مجموعة فرجن، جوش ليرنر، رئيس وحدة إدارة المشاريع في كلية التجارة بهارفارد، آلان أتكيسون، مستشار لجنة الأمم المتحدة للتنمية المستدامة ويم إلفرينك ديفيد يانغ، مؤسس ومدير مجلس إدارة نائب رئيس شركة سيسكو التنفيذي وشركة، جون غج، المؤسس المشارك لهانز فيستبيرج، رئيس ومدير شركة Ericsson AB.
و قد أسفر المنتدى عن إبرام أكثر من 20 اتفاقية كبرى بين الشركات الروسية والعالمية في مجال الطاقة المتجددة، والتكنولوجيا الفائقة، والتعليم، والعلوم، والرعاية الصحية، وتوحيد المعايير.
و وفقاً لبحث أجراه المركز لدراسة المشاكل الإقليمية، فقد وضع المنتدى المركز الثاني في أهم 10 أحداث في مجال الابتكارات في عام 2012.

### منتدى 2013
في عام 2013، عقد المنتدى والمعرض في موسكو بين 31 أكتوبر/تشرين الأول و2 نوفمبر/تشرين الثاني في مركز المعارض الدولي. وقد استضاف المنتدى 75 حدثا من بينها سفراء ووفود خارجية من 22 بلدا، ووزراء روس وخارجية، ومبدعون روس من 26 مقاطعة من مقاطعات الاتحاد الروسي، و28 حاكما للكيانات  الروسية.
وحضر المنتدى أكثر من 000 4 شخص من 47 بلدا. وقد غطى هذا الحدث 900 ممثل لوسائل الإعلام. وترأس اللجنة المنظمة لمنتدى الابتكارات المفتوحة نائب رئيس الوزراء أركادي دفوركوفيتش، وافتتح سيرجي سوبيانين، عمدة موسكو، المنتدى رسمياً.
و كان الموضوع الرئيسي للمنتدى في عام 2013 هو «تعطيل وابتكار: تغيير اللعبة التي تعمل على تشغيل السوق العالمية».وقد نوقش هذا الموضوع خلال 3 جلسات عامة و60 جلسة عمل صناعية مع 400 متكلم.
ولأول مرة في عام 2013، طرح المنتدى مصطلح «البلد الشريك». وفي عام 2013، أصبحت فنلندا وفرنسا بلدين شريكين. كان ديمتري ميدفيديف، رئيس وزراء روسيا، ويركي كاتين، رئيس وزراء فنلندا، وجان مارك ايرو، رئيس وزراء فرنسا، ممثلاً لروسيا والبلدان الشريكة.و شاركت الشخصيات الثلاث في المنتدى حيث التقوا بممثلي تنظيم المشاريع المبدعة والمجتمع العلمي، وأعضاء برنامج الشباب «100 مبتكر»، واشتركوا في الجلسات العامة.
قبل الجلسات العامة، عقد ديمتري ميدفيديف اجتماعاً ثنائياً مع جيركي كاتينين.
و من بين المشاركين المدعوين الآخرين جاسون بونتين، رئيس تحرير مجلة تكنولوجيا معهد ماساتشوستس للتكنولوجيا؛ وأندريا وونج، رئيس شركة سوني بيكتشرز إنترتينمنت؛ ورالف سيمون، الرئيس التنفيذي لشركة موبيليوم جلوبال؛ ودنكان ميتشل، النائب الأول لرئيس الأسواق الناشئة في سيسكو،  ؛ وجيرالد سكوتمان، كبير مسؤولي التكنولوجيا في رويال داتش شل؛ وأيان هدسون رئيس دوبونت أوروبا والشرق الأوسط وأفريقيا والعديد من الدول الأخرى.
وكان يمثل الوكالات الحكومية: فلاديسلاف سوركوف، نائب رئيس الوزراء؛ وإيغور أغاميرزيان (الرئيس التنفيذي لشركة RVC؛ وأناتولي تشوبايس (رئيس مجلس الإدارة، روسنانو) وفيكتور فيكيسلبرغ رئيس شركة Skolkovo.
وقد تم تجميع 530 شركة من 9 دول في معرض اكسبو للابتكارات المفتوحة المتكاملة التي أظهرت أكثر من 1000 تطور للتكنولوجيا الفائقة واجتذبت أكثر من 12 ألف شخص.
و قد أسفر أول يومين من المنتدى عن توقيع أكثر من 30 اتفاقا بشأن التعاون في مجال الفضاء الجوي والكيمياء والمجالات التي تندرج تحتها، والتعليم، وتعزيز النظم الإيكولوجية، والكفاءة، وتنمية الأعمال التجارية.

### منتدى 2014
وفي عام 2014، بين 14 و16 أكتوبر/تشرين الأول، عقد منتدى ومعرض الابتكارات المفتوحة في مدينة في موسكو واقتطب أكثر من 15 ألف شخص من 70 دولة.
و استضاف المنتدى أكثر من 160 مناسبة ورحب بممثلي العلم والتعليم والشركات التكنولوجية، المستثمرون وسلطات الولايات التي لديها أكثر من 800 شركة ناشئة من بين 19 دولة.
كانت جمهورية الصين الشعبية هي البلد الشريك الرسمي لمنتدى عام 2014.
و عقد الشركاء الصينيون مناسبة خاصة في إطار المنتدى تحت عنوان «الحوار حول الابتكارات: تفاعل سياسات الابتكار في البلدان الشريكة» حيث حدد الخبراء الاتجاهات نحو المزيد من التعاون مع روسيا.
و حضر المنتدى شخصيا لي كتشيانغ، رئيس مجلس الدولة في جمهورية الصين الشعبية.
القدرة على الابتكارات وتعزيزها وتنفيذها عامل أساسي في القدرة على المنافسة. وقد حققت دول آسيا المطلة على المحيط الهادئ نتائج مبهرة في السنوات القليلة الماضية، بما في ذلك الصين والهند واليابان وكوريا الجنوبية وفيتنام وماليزيا وسنغافورة، وهو ما يبعث على التشجيع الحديث عن صعود قطب اقتصادي عالمي جديد. إن روسيا بلد أوروبي وآسيوي على حد سواء، ونحن مهتمون بتعزيز مواقفنا في منطقة المحيط الهادئ.
كلمة دميتري ميدفيديف، رئيس وزراء روسيا في منتدى 2014 .
الموضوع الرئيسي للمنتدى "التدمير الابداعي: لقد تمت مناقشة الحفاظ على القدرة التنافسية في القرن الحادي والعشرين في أكثر من 70 حدثًا.
و كان من أبرز ما جاء في الجلسة العامة، «خريطة الابتكار العالمية الناشئة وسبل سد الفجوة التكنولوجية بين البلدان»، مشاركة ديمتري ميدفيديف ولي كتشيانغ، رئيسا حكومة روسيا والصين
كما رحبت الجلسة بأندرى فورسينكو مساعد رئيس الاتحاد الروسى وديمتري ليفانوف وزير التعليم والعلوم بالاتحاد الروسى ودينيس مانتوروف وزير الصناعة والتجارة وسيرجى دونسكوى وزير الموارد الطبيعية والبيئة وسيرجى سوبيانين عمدة موسكو.
و من بين المشاركين الآخرين في منتدى الابتكارات المفتوحة لعام 2014 أعضاء مجلس الوزراء نيكولاي نيكيفوروف وألكسندر غالوشكا؛ ورؤساء الشركات: فيكتور فيكيسلبرغ (سكولكوفو)، وديمتري كونوف (سيبور)، وأناتولي تشوبايس (روسانو)، وبو أندرسون (أفتوفاز)، وغوه بينغ (هواوي)، وجو ليو (ثري إم)، وروبرت كيلي  وفورتوف واخرين .
وكان المتحدثون الرئيسيون في المنتدى هم ريتشارد روبرتس (نيو إنجلاند بيولبس)، وكيرت وولثريتش (إيش زيوريخ)، وزهورس ألفيروف، وبرتراند بيكارد (السيال الشمسي)، وإيكارد فولتين (باير ماتيالوس ساينس).
و في نهاية المنتدى، تم الإعلان عن الفائزين في منتدى 2014، وهي المنافسة الفيدرالية المتسارعة للشركات البادئة التكنولوجية. كان الفائزون بروموبوت (صناعي)، كيرا-تيك (BioTechMed)، نانوسيرف (CleanTech) وفيروت.

### منتدى 2015
و في عام 2015، عقد المنتدى والمعارض في موسكو في 28 أكتوبر/تشرين الأول إلى 1 نوفمبر/تشرين الثاني في Pavilion 75، VDNH. وقد استضاف المنتدى، لمدة خمسة أيام، 115 حدثا للأعمال التجارية شارك فيه أكثر من 200 متكلم من أكثر من 30 بلدا. في عام 2015، ناقش المشاركون في المنتدى كيفية تأثير التكنولوجيات على الإنتاجية والموئل والتعليم والصحة والترفيه.
وكان الحدث الرئيسي للمنتدى في عام 2015 هو الجلسة العامة المعنية «بلإنسانية في مركز الثورة التكنولوجية» التي عقدت في 28 تشرين الأول/أكتوبر. وشارك في المؤتمر رئيسا وزراء روسيا وصربيا – ديمتري ميدفيديف والألكساندر فوتشوفيتش بالإضافة إلى الاقتصادي جيرمي ريفكين، والمتنبئ جيرد ليونارد، مؤسس الرابطة ديفيد يانغ. وقد أدار الجلسة مايك بوتشر .
وكان من بين المشاركين الكثيرين الاقتصادي الحائز على جائزة نوبل نورييل روبيني، ومصمم المجال الجوي و  جيم موريس وأوبري دي غراي وأكسيل فليغ  وكارلو راتي (مختبر سيتي سينسبل سيتي لاب إم آي تي).  
وكان نائب رئيس وزراء روسيا أركادي دفوركوفيتش عمدة موسكو سيرغي سوبيانين. أعضاء مجلس الوزراء من روسيا والهند والصين والبرازيل وإسرائيل وجمهورية جنوب افريقيا.
كجزء من الفائزين في المنتدى من مسابقات مثل المستثمر في المشاريع، تم الإعلان عن RUSNANOPRIZE 2015، TechUp 2015، Tech in Media 2015 وغيرها.
و قد عرض جزء المعرض من المنتدى معارض روسية وأجنبية بما في ذلك حكومة مدينة موسكو، ومعاهد التنمية الروسية، ووزارات روسيا، ورابطة المناطق المبتكرة في روسيا، وآي بي إم، وإنتل على سبيل المثال.

## رؤساء الدول الذين شاركوا في المنتدى
و يتضمن الجدول أدناه قائمة بأسماء كبار المسؤولين الحكوميين الذين شاركوا في أحداث المنتدى وكذلك في جميع المناسبات.
| بلد                   | بريد                                    | اسم             | تصوير | سنوات المشاركة     | المرجع.           |
| --------------------- | --------------------------------------- | --------------- | ----- | ------------------ | ----------------- |
| وصلة=\|حدود روسيا     | رئيس وزراء الاتحاد الروسي               | دميتري ميدفيديف |       | 2012 و 2013 و 2014 | [ 6 ] [ 7 ] [ 8 ] |
| قالب:بيانات بلد فنلند | رئيس وزراء فنلندا                       | Jyrki Katainen  |       | 2013               |                   |
| وصلة=\|حدود فرنسا     | رئيس وزراء فرنسا                        | جان مارك أيرولت |       | 2013               |                   |
| وصلة=\|حدود الصين     | رئيس مجلس الدولة لجمهورية الصين الشعبية | لي كه تشيانغ    |       | 2014               | [ 9 ]             |
| وصلة=\|حدود صربيا     | رئيس وزراء صربيا                        | ألكسندر فوتشيتش |       | 2015               | [ 10 ]            |

## الأحداث المرتبطة
و إلى جانب الجلسات العامة، يشمل برنامج المنتدى المعرض وبرنامج الشباب والبرنامج الثقافي.

## معرض إنجازات التكنولوجيا الفائقة
كما يستضيف منتدى الابتكارات المفتوحة معرض إنجازات التكنولوجيا الفائقة. وبين عامي 2012 و2014، كان الاسم الأصلي للمعرض هو معرض الابتكارات المفتوحة. وفي عام 2015، تطور المعرض ليصبح معرض تكنولوجيا الابتكارات المفتوحة.

## برنامج الشباب
و يتألف برنامج الشباب من عدد من المناسبات التي تنظم للشركات الناشئة كجزء من منتدى الابتكارات المفتوحة. ويجري في روسيا وخارجها على حد سواء إجراءات اختيار المشاركين في برنامج الشباب.
خلال المنتدى، يقدم أعضاء برنامج الشباب جولات إلى مواقع الابتكار في موسكو، ويجتمعون مع ممثلي معهد التنمية والمستثمرين، ويشاركوا في المحاضرات والدروس الرئيسية، ويشاركوا في برنامج الأعمال للمنتدى.